# Jack Ruby
Jack Leon Ruby, rođen kao Jacob Rubenstein (Chicago, 25. ožujka 1911. – Dallas, 3. siječnja 1967.) je američki vlasnik noćnog kluba najpoznatiji po tome što je ubio glavnog osumnjičenika za ubojstvo predsjednika Kennedyja - Leeja Harveyja Oswalda. Svoje rodno ime promijenio je u prosincu 1947.

## Vanjske poveznice
- In Defense of Jack Ruby
- Jack Ruby: Dallas' Original J.R.  Arhivirana inačica izvorne stranice od 26. veljače 2021. (Wayback Machine)
- Jack Ruby: A Shooting Star
- Video of Ruby saying the truth will never be known
- Spartacus Educational Biography of Jack Ruby
- Jack Ruby --Mobster, Intelligence Agent, or Small-time Hustler?
- An article on his family background and childhood
- Page on Ruby's public appearances
- The Warren Commission Report, Appendix XVI: A Biography of Jack Ruby  Arhivirana inačica izvorne stranice od 8. studenoga 2017. (Wayback Machine)